# Doraemon (personaggio)
Doraemon (ドラえもん?) è un personaggio immaginario creato dal duo Fujiko Fujio e il co-protagonista del manga e anime Doraemon del 1969 e di numerose opere derivate. È un gatto robot antropomorfo proveniente dal futuro, in particolare dal XXII secolo, per aiutare il protagonista Nobita Nobi.
Il personaggio è stato accolto positivamente dalla critica, ma soprattutto dal pubblico, diventando ufficialmente Ambasciatore della Cultura degli Anime.

## Creazione e sviluppo
Doraemon è stato originariamente concepito da Hiroshi Fujimoto dopo tre avvenimenti: il primo, cercare idee per un nuovo manga, desiderando esistesse una macchina che potesse generare idee dal nulla; il secondo, inciampando su un giocattolo di sua figlia; terzo, sentendo dei gatti litigare nel suo quartiere.
"Doraemon" può essere tradotto dal giapponese approssimativamente come "randagio". Il nome però è composto da un miscuglio di Katakana e Hiragana. "Dora" deriva appunto da gatto randagio (どら猫?, Dora neko), mentre "-emon" è vecchio suffisso, ormai in disuso, dei nomi maschili (ad esempio. come in Ishikawa Goemon).

## Biografia
Doraemon è rappresentato come un gatto robot proveniente dal XXII secolo, venuto ad abitare nella Tokyo del passato per aiutare Nobita Nobi, ragazzo che avrebbe causato ai suoi discendenti numerosi problemi finanziari. È stato fabbricato il 14 luglio 2112 alla fabbrica di robot Matsushiba; alla nascita, avvenuta il 3 settembre, era giallo e bianco, ed aveva le orecchie (come tutti i gatti robot della sua generazione). 
Socievole, ottimista, intelligente e sensibile (anche se spesso lunatico e irascibile), è di colore azzurro e bianco; si caratterizza per la campanellina dorata che tiene sempre al collo e per l'assenza delle orecchie, mangiate da alcuni topi. Tale evento ha causato in Doraemon un trauma nei confronti di questi animali, a causa del quale è diventato di colore azzurro. Doraemon è inoltre equipaggiato con una tasca quadrimensionale chiamata "gattopone" così perché vi ripone vari oggetti molto particolari chiamati chiusky (gadget del XXII secolo che sanno fare cose sorprendenti). Il nome di quasi ogni episodio deriva proprio dal chiusky omonimo, anche se spesso ne viene utilizzato più di uno.
Doraemon alloggia a casa della famiglia Nobi, aiutando soprattutto Nobita nella vita di tutti i giorni e cercando di correggere alcune sue abitudini di vita sbagliate, incitandolo ad esempio a non dormire e a fare i compiti. Per aiutare l'amico, Doraemon presta spesso a Nobita dei chiusky, che però talvolta sono usati in modo improprio. Ma i suoi incarichi non si limitano affatto al solo accudimento di Nobita: Doraemon diventa col tempo un componente della famiglia, amato dai genitori del ragazzo quasi come un figlio adottivo; quasi sempre Tamako incarica Doraemon di farle alcune commissioni, sia in casa che fuori. Il gatto robot è infatti in grado di interagire agilmente con la società del passato senza che quasi nessuno trovi strano il suo aspetto, e alcuni personaggi si abituano talmente alla sua presenza da considerarlo uno di loro. Doraemon ha una sorella minore, Dorami, che vive nel futuro con un ragazzo di nome Sewashi, il quale è il pronipote di Nobita, al quale infatti ha un aspetto molto simile. Il cibo preferito di Doraemon sono i dorayaki, merendine giapponesi ripiene alla marmellata di fagioli rossi, che scopre essere deliziosi una volta arrivato nel passato.
Una gag ricorrente è che spesso Doraemon viene scambiato per un tasso o un procione, cosa che lo infastidisce notevolmente.
Nonostante si dimostri saggio, onesto, dai ferrei principi e ben più responsabile del suo "padrone" Nobita, Doraemon mostra anche alcune debolezze: infatti oltre alla già citata musofobia, così come la sua estrema golosità per i dorayaki, c'è anche la sua "simpatia" per Mi-chan, una gattina grigia di cui è innamorato e con cui spesso si incontra sui tetti del quartiere (infatti, pur parlando come un umano, Doraemon conosce bene anche la lingua degli animali). Nobita, che ben conosce queste sue distrazioni, talvolta se ne approfitta per evitare di studiare, svolgere i propri doveri o per sottrargli qualche chiusky.
Non di rado Doraemon rimprovera Nobita per il suo comportamento o per la sua indolenza, anche se alla fine lo perdona quasi sempre. Altre volte invece, quando il ragazzo lo inganna o utilizza i gadget contro di lui, non trattiene la rabbia e lo castiga in modo esemplare, avvalendosi spesso della complicità di Gian, Suneo, Shizuka, il maestro e perfino la mamma di Nobita.
In qualche occasione Doraemon mostra di essere piuttosto smemorato, di fare confusione tra i chiusky o di non ricordare bene a cosa servano. Quando questo accade è proprio Nobita a rimetterci, anche se parte della colpa è sua che fa totale affidamento sull'amico senza mai riflettere.
Pur avendo un rapporto altalenante con Nobita, Doraemon gli vuole molto bene al pari di un fratello maggiore e sogna un futuro roseo per lui, ma proprio per questo lo sprona continuamente a migliorarsi.

## Accoglienza

### Popolarità

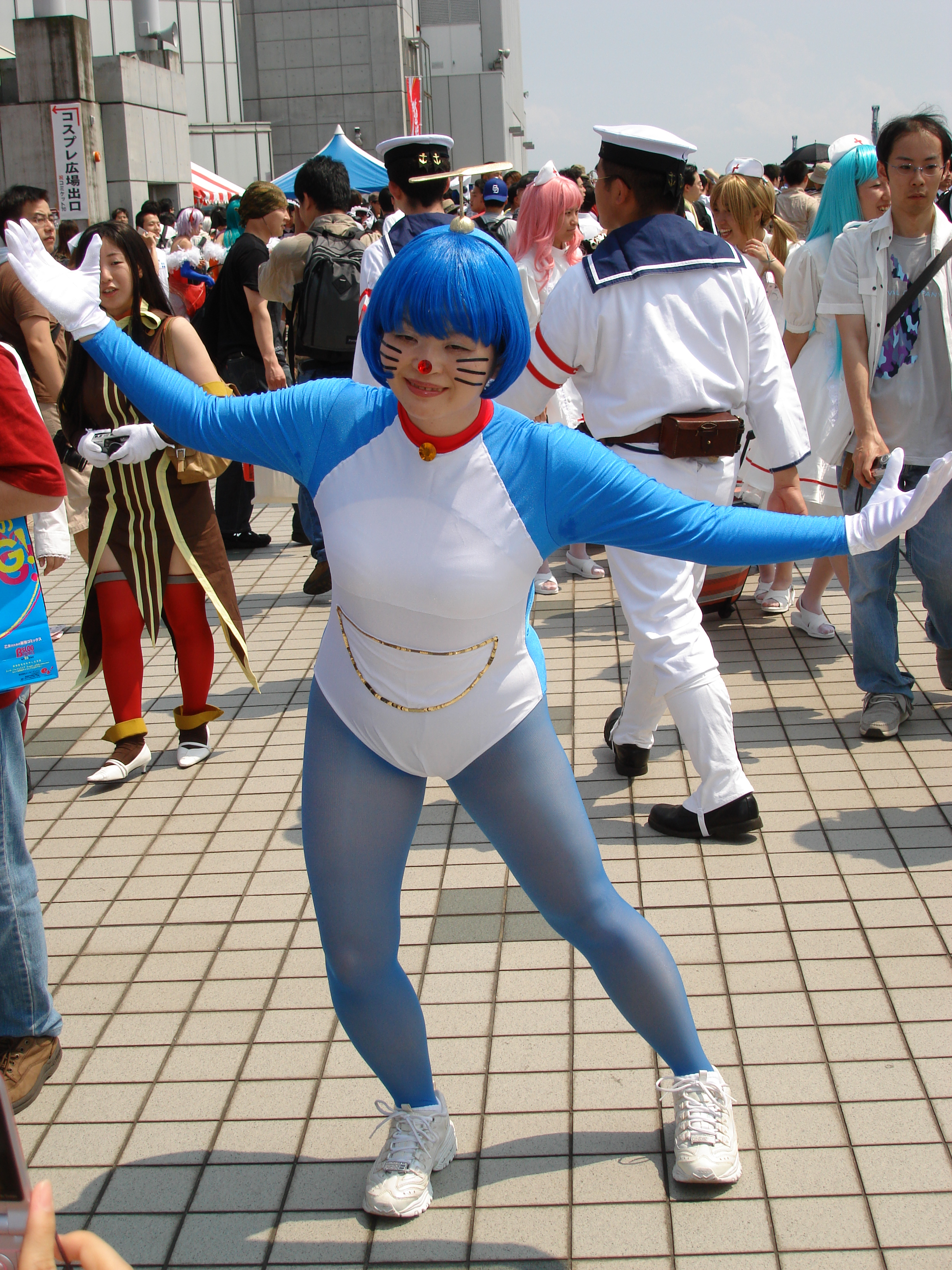
Cosplayer di Doraemon.

Doraemon è stato spesso comparato a Topolino di Walt Disney in termini di popolarità, venendo considerato anche un'icona del Giappone. Nel sondaggio del giugno 2009 tenuto da Video Rearch Ltd, Doraemon è arrivato primo nei "personaggi più popolari tra i bambini giapponesi"; ha mantenuto tale posizione fino al 2013.

### Critica
Timothy J. Craig scrive nel suo libro Japan Pop: Inside the World of Japanese Popular Culture che: "Nonostante Doraemon sia un prodotto high-tech, possiede una personalità così accattivante che riesce a catturare il giovane pubblico. Lui è sia un membro a pieno titolo della famiglia Nobi che il miglior amico di Nobita e i suoi compagni. Ritratto così, Doraemon rappresenta una visione ottimistica del rapporto uomo e macchina". Toko Sekiguchi del The Wall Street Journal elogia il personaggio, considerandolo "probabilmente il personaggio dei cartoni più amato in Giappone".
Il personaggio è stato criticato negativamente dai media cinesi, considerandolo un personaggio politicamente "sovversivo" e "uno strumento dell'invasione culturale del Giappone".

## Impatto culturale

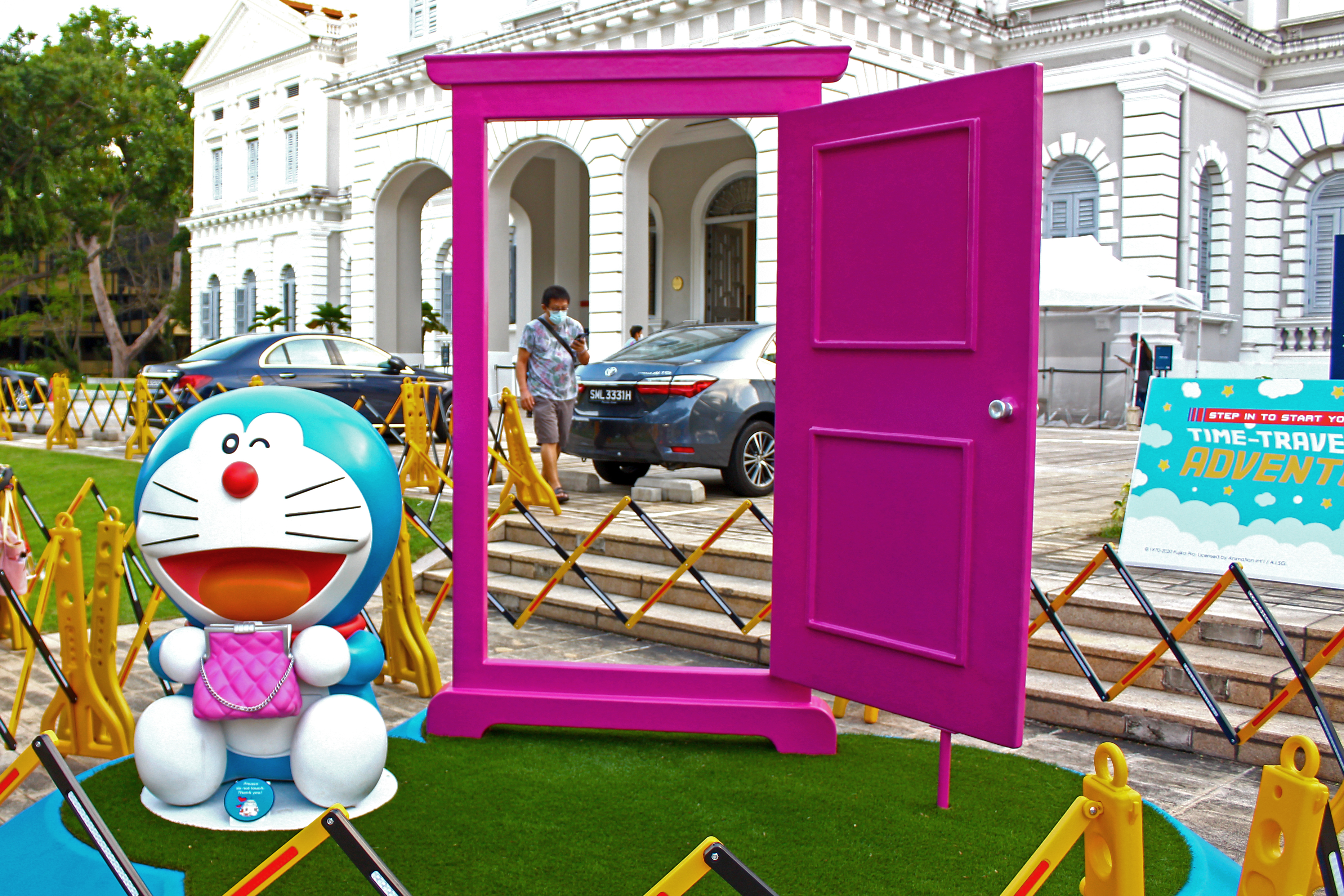
Scultura di Doraemon di fianco alla dokodemo porta al National Museum di Singapore.

Nel 2008 il personaggio è stato nominato Ambasciatore della Cultura degli Anime per aiutare a promuovere il media in tutto il mondo. Nel 2012, Hong Kong ha celebrato i -100 anni dalla futura nascita fittizia di Doraemon. Sempre nel 2012, Doraemon ricevette un certificato di nascita ufficiale con data 3 settembre 2112 e città di residenza Kawasaki, città dove è nato il manga. Nel 2014, Doraemon è stato inserito in tutte le copertine dei 51 magazine pubblicati da Shōgakukan.
Il politico Osamu Fujimura è spesso chiamato il "Doraemon di Nagatacho" per il suo aspetto e la sua personalità. Il wrestler di Sumo Takamisugi Takakatsu è stato soprannominato "Doraemon" vista la somiglianza col personaggio. L'azienda ESP Guitars ha creato diverse chitarre basate su Doraemon.